# 莱科尔韦-莱西斯
莱科尔韦-莱西斯（法語：Les Corvées-les-Yys，法語發音：[le kɔʁve le.z‿is]）是法国厄尔-卢瓦省的一个市镇，属于诺让勒罗特鲁区。该市镇总面积13.51平方公里，2009年时的人口为301人。
该市镇于1836年由原市镇莱科尔韦（Les Corvées）和莱西斯（Les Yys）合并而成。

## 人口
莱科尔韦-莱西斯人口变化图示